# FR102
Le FR102 est un drone à voilure souple développé par la PME alsacienne Flying Robots en [Quand ?]. Il peut transporter 250 kg de charge utile et a une autonomie de 8 à 25 heures. 
L'armée française a exprimé son intérêt pour ce modèle de drone. Il pourrait être utilisé pour le transport logistique.